# Halenbrook
Halenbrook ist ein Ortsteil der Gemeinde Hohenfelde im Amt Horst des Kreises Steinburg in Schleswig-Holstein.
Der Ortsteil ist wie die gesamte Gemeinde überwiegend landwirtschaftlich geprägt. In der moorigen Landschaft finden sich seltene Vogelarten wie z. B. der Weißstorch, der hier auch nistet. Halenbrook liegt im Hohenfelder-/Breitenburgermoor.